# Nouveau produit de synthèse

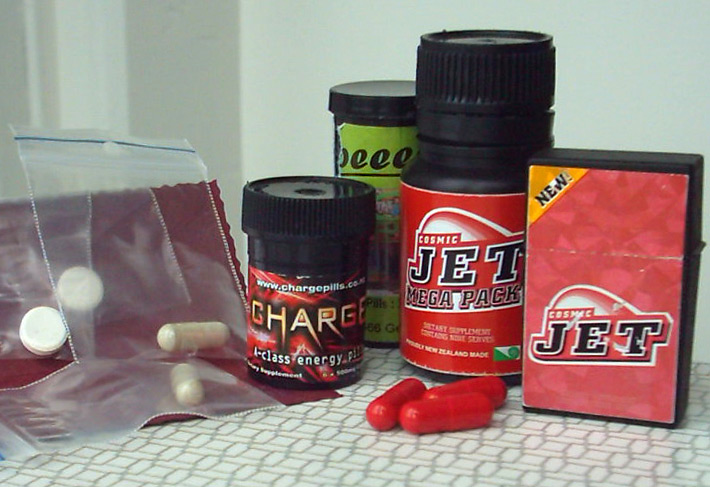
Des party pills achetées sur Internet et contenant du BZP.

Un nouveau produit de synthèse (NPS) ou nouvelle drogue de synthèse (NDS) est une drogue synthétique apparue sur le marché des stupéfiants, et non encore inscrite dans les traités internationaux ou dans les législations nationales.
Ces produits, qui portent officiellement le nom de nouvelles substances psychoactives (ONU et Union européenne), sont également connus sous de nombreuses autres appellations, pour la plupart anglophones : « research chemicals (RC) » (produits chimiques de recherche), « designer drugs » ou encore « legal highs » (drogues légales), bien que ce dernier terme englobe également des produits naturels tels que le kratom ou la sauge des devins. L'expression « nouveaux produits de synthèse » est celle généralement préférée par les organismes officiels tels que l'Observatoire français des drogues et des tendances addictives (OFDT), ainsi que par la presse.
Au départ principalement proposés à la vente sur Internet, ils sont de plus en plus fréquemment vendus par des « dealers » dans les lieux fréquentés par les usagers de drogues. Les acheteurs n'ont pour la plupart aucun moyen d'être certains du contenu réel ainsi que du degré de pureté de leurs achats, aussi soigneuse soit la présentation.
Ces produits appelés à juste titre RC sont uniquement destinés à la recherche, leurs mécanismes d'action ainsi que leurs effets à moyen et long terme sont absolument non documentés. Quant à leurs effets à court terme, ils varient grandement selon les produits, les consommateurs et les conditions d'expérimentation.
Ils sont impliqués dans de nombreux cas d'overdoses ou de crises psychologiques (« Bad Trips ») et même dans plusieurs décès chaque année. En effet ces produits sont souvent très puissants (actifs à de très petites doses, parfois quelques dizaines de microgrammes) ; le manque d'informations et de précautions élémentaires conduit parfois à des interactions avec d'autres substances qui peuvent s'avérer extrêmement dangereuses.

## Histoire
À la suite de la proclamation dans les années 1920 de la Convention internationale de l'opium réglementant le commerce des opiacés, des analogues synthétiques de la morphine et de l'héroïne font leur apparition, les toutes premières drogues de synthèse, produites dans le seul but de contourner la loi. Cette tendance continuera dans les décennies suivantes avec l'apparition de drogues synthétiques telles que le DOM ou les analogues de la MDMA. Ce serait Gary L. Henderson, de l'université de Californie à Davis, qui le premier fit usage de l'expression « Designer Drugs » à l'époque, pour désigner certains analogues synthétiques du fentanyl apparus sur le marché de l'héroïne sous le nom de « China White »,.
Mais ce sont surtout les années 1990, qui, à la suite de l'avènement du Web et la publication des ouvrages TiHKAL et PiHKAL de Alexander et Ann Shulgin, donne naissance au marché en ligne des drogues de synthèse, qui évolue au XXIe siècle en un large éventail de sites Web proposant à la vente des « Research Chemicals », au début principalement des tryptamines et des phényléthylamines. Les années avançant, de nouveaux produits apparaissent sur ce marché, notamment des pipérazines, des analogues de la cathinone et du pyrovalérone, des cannabinoïdes synthétiques, et de nombreux autres produits. Ces dernières années, les NPS sont de plus en plus fréquemment vendus par des sites web sous des appellations inventées telles que « bath salts » (sels de bain), « plant food », « cannabis synthétique », voire se retrouvent sur le marché classique de la drogue où ils sont le plus souvent faussement présentés comme étant un produit plus connu (comme de la MDMA ou de la kétamine). Ces NDS sont fabriqués dans des laboratoires clandestins, ou dans des laboratoires en Chine et en Inde, ces deux pays à la réglementation plus laxiste permettant la commercialisation légale des précurseurs des NDS (ces précurseurs sont en effet les ingrédients de base pour la fabrication de médicaments).

## Législation
La législation actuelle est composée de traités internationaux et de législation nationale. Lorsqu'une substance est interdite, elle l'est explicitement ; or, une nouvelle molécule n'est pas encore répertoriée avant d'avoir été dûment identifiée. Un certain nombre de ces substances qui imitent les effets de psychotropes mais dont la composition moléculaire s'en distingue, « ne sont pas encore classées comme « stupéfiants » et par voie de conséquence échappent à la législation sur les stupéfiants, le temps pour les États ou les organisations internationales de les recenser et de les interdire, d’où leur autre appellation trompeuse de « legal highs ». Pour aller plus vite, certains États classent désormais en une seule fois des familles entières de molécules similaires ».
En France, certains NPS, tels que la benzylpipérazine, les analogues de la cathinone, ou la 4-fluoroamphétamine, sont interdits,, mais la plupart restent inconnus des textes légaux puisque destinés à la recherche uniquement.

## Exemples
Les NPS sont très nombreux et de nouveaux apparaissent chaque année,,. La majorité des NDS appartiennent à quatre familles chimiques, les phényléthylamines, les tryptamines, les cathinones (utilisées notamment comme chemsexs injectés par voie intraveineuse) de synthèse et les cannabinoïdes de synthèse. Quelques-uns des plus connus sont :

### NPS hallucinogènes
Imitant la DMT, les tryptamines (libérant les trois principales catécholamines) ou imitant la mescaline, la famille des stimulants psychodysleptiques PEA (phényléthylamines) et amphétamines substituées AMPEA (alpha-méthyl-phényl-éthyl-amines).
- 2C-X (PEA).
- 3C-X ou DO-X (AMPEA).
- 25X-NBOMe ou 25X NBOH ou 25X NBOF (dérivés benzyl des 2C-X découverts très récemment sous la supervision de David E. Nichols). Une multitude d'accidents avec ces molécules sont à signaler.

Tryptamines hallucinogènes :
- tryptamines substituées sur l'azote (de la même façon que la N,N-diméthyltryptamine) et leurs dérivés substitués en 4e et 5e position sur le cycle phényle de l'indole, structurellement plus proches de la psilocine ou de la sérotonine (quasiment toutes décrites dans TiHKAL de Alexander et Ann Shulgin) ;
- 5-MeO-DMT ;
- 5-MeO-DiPT ;
- 4-HO-DMT ;
- 4-HO-MET ;
- aMT (alpha-méthyltryptamine) ;
- 5-MeO-BFE.

### NPS proches de certains médicaments utilisés pour traiter la narcolepsie et l'hyperactivité
Ce sont des analogues plus ou moins proches du méthylphénidate (Ritaline, Concerta, etc.) :
- éthylphénidate ou EPH ;
- 3,4-dichlorométhylphénidate (3,4-CTMP) ;
- 2-DPMP (désoxypipradrol) ;
- isopropylphénidate.

### Lysergamides
- LSZ.
- AL-LAD.
- ALD-52.
- ETH-LAD.
- 1P-LSD.

### NPS entactogènes et stimulants
- Dérivés fluorés d'amphétamines et de méthamphétamines : 2-FA, 2-FMA, 4-FA ou 4-FMA.
- Inhibiteur sélectif de la recapture de la sérotonine, noradrénaline et dopamine : 5-APB et 6-APB et leurs dérivés par exemple.
- Dérivés de pipérazine : Mcpp, alpha-PVP, 4-FMpp, 4Mepp, MDPV, BZP, indapyrophénidone et autres.
- Dérivés de la cathinone comme la méphédrone. Ces produits sont classés stupéfiants en France.
- Dérivés de cocaïne et d'alcaloïdes tropanes, peu apparus sur le marché (certains produits vendus comme tels sont des mélanges de plusieurs autres « fond de tiroirs »).
- Méthiopropamine (MPA).
- Méphtétramine (MTA).
- Méthamnétamine (MNA).
- Cyclométhiodrone (TCAT).
- Phenmétrazine (3-FPM), méthylphenmétrazine (4MPM).
- Dérivés d'aminoindane : 2-AI, N-méthyl-2AI.

### NPS cannabinoïdes
Il y en a de plus en plus, même si leurs effets sur la santé sont encore inconnus. Ces produits ne bénéficient en aucun cas de la marge de sûreté associée au cannabis, et de nombreux utilisateurs ont fait mention de troubles psychologiques ou physiques après consommation. Des problèmes rénaux ont été identifiés comme causés par l'UR-144 ou le 5-F-UR-144.
De plus les agonistes totaux ou partiels des récepteurs endocannabinoïdes CB1 sont connus pour provoquer une immunodéficience réversible semblable à celle causée par le VIH.
- JWH-X et leurs analogues THJ-X.
- AM-X et leurs remplaçants NM-X ou MAM-X.
- CHMIACA, PINACA, FUBINACA.
- 2 NE 1.

### NPS dissociatifs
Certaines molécules, souvent structurellement proches du PCP, ont des effets dits « dissociatifs » :
- 2-méO-kétamine (méthoxykétamine) ;
- N-éthyl-norkétamine (NEK) ;
- 3-méO-2-oxo-PCE (ou MXE, méthoxétamine) ;
- 4-méO-PCP (ou méthoxydine) ;
- 3-méO-PCP (ou « poudre nuage », « poussière de fée ») ;
- 3-méO-PCE ;
- diphénidine ;
- 2-méO-diphénidine (ou MXP, comme méthoxyphénidine) ;
- éphénidine ;
- fluorolintane (2FPPP).

### NPS opioïdes
Certains produits possèdent des propriétés permettant de les classer comme opioïdes. Toutefois, la plupart d'entre eux ne se limitent pas à ces propriétés et possèdent également d'autres affinités, sérotoninergiques par exemple :
- RH-34 ;
- W-15 ;
- O-desméthyl-tramadol ;
- AH-7921 (doxylam) ;
- Les nitazènes, apparu en France en 2023 ;
- des analogues du fentanyl : alpha-méthylfentanyl (connu sous le nom de « China White », un des premiers NPS), 4-fluorobutyrfentanyl…

### NPS benzodiazépines
Des molécules de la famille des benzodiazépines sont également des NPS. Celles-ci sont pour la plupart proches des benzodiazépines « classiques » (à effet anxiolytique, hypnotique ou myorelaxant) et possèdent donc le même potentiel d'abus, sans toutefois être approuvées pour la consommation et testées et donc sans études relatives aux effets secondaires :
- étizolam ;
- deschloroétizolam ;
- diclazépam ;
- flubromazépam ;
- flubromazolam ;
- phénazépam ;
- méclonazépam ;
- clonazolam ;
- nifoxipam ;
- pyrazolam.